# 7172 Multatuli
7172 Multatuli eller 1988 DE2 är en asteroid i huvudbältet som upptäcktes den 17 februari 1988 av den belgiske astronomen Eric W. Elst vid La Silla-observatoriet. Den är uppkallad efter den nederländske författaren Eduard Douwes Dekker´s pseudonym Multatuli.
Asteroiden har en diameter på ungefär 4 kilometer och den tillhör asteroidgruppen Nysa.